# The Avenging Fist
Pour plus de détails, voir Fiche technique et Distribution.
The Avenging Fist (Kuen sun) est un film hong-kongais réalisé par Andrew Lau et Corey Yuen, sorti en 2001.

## Synopsis
Dans un futur lointain, le jeune Nova va voir sa tante Wing tuée et sa sœur enlevée par un homme portant un masque de fer. Celui-ci est en fait Thunder, le père de Nova, que ce dernier croit mort, et cet enlèvement prémédité par Combat 21 est un chantage visant à récupérer le secret d'une technique martiale très puissante que connaît Nova : l'Avenging Fist. Aidé par le commissaire Dark et ses alliés Jazz et Iron Surfer, il va tenter de sauver sa sœur et de mettre fin à la quête de pouvoir de Combat 21.

## Fiche technique
- Titre : The Avenging Fist
- Titre original : Kuen sun (拳神)
- Réalisation : Andrew Lau et Corey Yuen
- Scénario : Thirteen Chan
- Production : Andrew Lau, Jessinta Liu et Wong Jing
- Musique : Chan Kwong-Wing
- Photographie : Lai Yiu-fai
- Montage : Danny Pang
- Décors : Choo Sung Pong
- Pays d'origine :  Hong Kong
- Format : Couleurs - 2,35:1 - Dolby Digital - 35 mm
- Genre : Science-fiction, kung-fu
- Durée : 96 minutes
- Date de sortie : 
  - 7 décembre 2001 (Hong Kong)

## Distribution
- Wang Leehom : Nova
- Stephen Fung : Iron Surfer
- Gigi Leung : Erika
- Yuen Biao : Thunder
- Sammo Hung : Dark
- Kristy Yeung : Belle
- Chin Kar-lok : Jazz
- Cecilia Yip : tante Wing
- Roy Cheung : Combat 21
- Ekin Cheng : le jeune Dark
- Ron Smoorenburg : le combattant

## Distinctions
- Nominations au prix des meilleures chorégraphies (Corey Yuen), meilleur second rôle féminin (Cecilia Yip) et meilleur effets spéciaux, lors des Hong Kong Film Awards 2002.